# Евпраксия Рязанская
Евпракси́я Рязанская (? — 1237 год) — византийская принцесса, жена Фёдора Юрьевича, князя Рязанского.

## Житие
История Евпраксии Рязанской является частью мифологической истории об иконе Николы Заразского. Согласно «Повести о Николе Заразском», в 1225 г. в городе Корсунь (Херсонес) священнику Евстафию, служившему при иконе Николы Чудотворца явилось видение. Во сне Николай Чудотворец просил взять его образ и перенести на Рязанскую землю, ибо «Там хочу пребывать, и чудеса творить, и место то прославить». Пробудившись от этого видения, Евстафий взмолился: он не знал, где находится Рязанская земля и как туда добраться. На третью ночь Никола вновь является Евстафию и повелевает немедленно идти на восток до Рязанской земли. После болезни  Евстафий, раскаявшись, припал к чудотворному образу и обещал, что исполнит его волю, и тотчас же отправился в путь.
В это время чудотворец Никола явился и князю Федору Юрьевичу Рязанскому, возвестил ему о скором прибытии иконы: «Князь, иди встречать чудотворный образ мой Корсунский. Ибо хочу здесь пребывать и чудеса творить»… Очнувшись от видения, Федор Юрьевич отправился в указанное место и увидел издалека свет от образа чудотворного и припал к нему. С того времени, согласно преданию, образ Николы Чудотворца творил многие чудеса. Никола Заразский пророчил Фёдору и его семье мученическую смерть за веру и Царство Небесное. Одновременно с иконой в Рязанскую землю была доставлена библиотека, а затем приехала и невеста Фёдора, «греческая царевна» Евпраксия.
«Повесть о разорении Рязани Батыем» — это продолжение «Повести о Николе Заразском». Во время монголо-татарского нашествия хан Батый, наслышанный о её красоте, пожелал, чтобы её привели к нему. Князь Фёдор отказался привести жену в Орду, за что и был убит по приказу Батыя. Узнав об участи своего мужа (по другим данным — после захвата крепости Батыем, чтобы не остаться на поругание), Евпраксия вместе с маленьким ребёнком Иваном Постником наложила на себя руки, бросившись с крыши княжеского терема (по другим данным — с колокольни храма Святого Николая). Так исполнилось пророчество Николы Заразского.
Княгиня Евпраксия вместе с сыном и мужем почитается Русской православной церковью как мученица, память совершается в Соборе Рязанских святых

## Сомнения
Однако достоверность этих сведений вызывает сомнения. Евпраксия не могла быть византийской принцессой: с 1204 по 1261 гг. существовала Никейская, а не Византийская империя. У императора Федора Ласкариса (1208—1222) не было дочери (порфирогениты) с именем Евпраксия. Не существует и документов о браке никейской порфирогениты с сыном Рязанского князя. Источник о ее жизни, «Повесть о Николе Заразском», носит литературный характер и насыщен мифологическими подробностями. По семантике текста «Повесть о разорении Рязани Батыем» — продолжение «Повести о Николе Заразском», исполнение пророчеств святого Николая.

## Семья
- Муж (брак ок. 1231) — Фёдор Юрьевич[1].
- Сын — Иван-Постник Фёдорович (р. ок. 1231 — ум. 1237)[1].

## Образ в культуре
- Неоконченная поэма «Евпраксия» (1823) Дмитрия Веневитинова.
- Фильм «Татары» (1961) — показана под именем «Хельга», роль исполняет Лиана Орфей.
- «Евпраксия» (1969) — картина русского художника Константина Васильева[6].
- Фильм «Легенда о Коловрате» (2017) — роль исполняет Мария Фомина.